# Janne Stefansson
Janne Stefansson   (Transtrand, 19 de març de 1935) és un esquiador de fons suec, ja retirat, que va competir durant les dècades de 1950 i 1960.
El 1960 va prendre part als Jocs Olímpics d'Hivern de Squaw Valley, on va disputar dues proves del programa d'esquí de fons. Fou quart en la prova del relleu 4x10 quilòmetres i setè en els 15 quilòmetres. Quatre anys més tard, als Jocs d'Innsbruck, va disputar quatre proves del programa d'esquí de fons. Fent equip amb Sixten Jernberg, Karl-Åke Asph i Assar Rönnlund guanyà la medalla d'or en la prova del relleu 4x10 quilòmetres, mentre en els 30 i 50 quilòmetres fou quart i en els 15 quilòmetres i cinquè.
En el seu palmarès també destaca una medalla de plata en els 30 quilòmetres al Campionat del món d'esquí nòrdic de 1962. Guanyà el campionat nacional suec dels 50 quilòmetres de 19665 i set edicions de la cursa llarga de la Vasaloppet entre 1962 i 1969, fita sols superada per Nils Karlsson, amb nou victòries.